# 伐一
伐一（獵戶座42），又名BD-04 1185，HD 37018、SAO 132320、HR 1892，是獵戶座的一颗恒星，视星等为4.59，位于銀經208.5，銀緯-19.11，其B1900.0坐标为赤經5h 30m 27.1s，赤緯-4° -19.11′ 14″。